# Ставка Верховного Головнокомандувача (Україна)
Ставка Верховного Головнокомандувача Збройних сил України (СВГ ЗСУ) — надзвичайний орган найвищого військового керівництва України, який у період реальної війни-агресії здійснює стратегічне управління Збройними силами України та іншими військовими формуваннями держави. Робочим органом є Генеральний штаб Збройних сил України.

## Повноваження
Також вона може вносити зміни й уточнення до структури та організації Збройних Сил, здійснювати планування кампаній і стратегічних операцій, ставити завдання угрупуванням військ, розпоряджатись наявними резервами тощо.

## Законодавчий статус
Визначено статтею 7 Закону України «Про Збройні Сили України».
Закон визначає, що «в особливий період керівництво Збройними Силами України та іншими військовими формуваннями Президент України може здійснювати через Ставку Верховного Головнокомандувача, робочим органом якої є Генеральний штаб Збройних Сил України».
Також повноваження Ставки визначає стаття 8 Закону України «Про оборону України».

## Історія
Легалізована на підставі Указу Президента України від 10 жовтня 2017 року № 313/2017 «Про рішення Ради національної безпеки і оборони України від 13 вересня 2017 року „Про Ставку Верховного Головнокомандувача“».
7 лютого 2018 року в Генеральному штабі ЗС України було проведено командно-штабне тренування з організації роботи Генерального штабу як робочого органу Ставки Верховного Головнокомандувача. У ході навчання відпрацьовано питання вироблення проєктів рішень з питань оборони держави. Мета тренувань — вивчення спроможностей Генерального штабу Збройних Сил України виконувати завдання як робочого органу Ставки Верховного Головнокомандувача в ході стратегічного планування застосування Збройних Сил України та інших військових формувань і правоохоронних органів, при передачі функцій безпосереднього управління військами (силами) до Об'єднаного оперативного штабу Збройних Сил України.
У ході тренування відпрацювали питання щодо організації планування, мобільності та ефективності застосування Збройних Сил України, інших складових Сил оборони, визначення потреб на застосування Сил оборони у разі відсічі агресії та здійснення стратегічного керівництва Збройними Силами України.
За результатами проведення командно-штабних тренувань підготовлено пропозиції щодо вдосконалення структури, організації та порядку діяльності Робочого органу Ставки Верховного головнокомандувача з послідовним приведенням його структурних підрозділів у відповідність із J-структурою штабів країн-членів НАТО.
24 лютого 2022 року у зв'язку зі збройною агресією Російської Федерації проти України, що загрожує її державній незалежності та територіальній цілісності, для забезпечення стратегічного керівництва Збройними Силами України, іншими військовими формуваннями та правоохоронними органами Президент України Володимир Зеленський на підставі пропозиції Ради національної безпеки і оборони України утворив Ставку Верховного Головнокомандувача та затвердив її персональний склад. Також було припинено діяльність Воєнного кабінету Ради національної безпеки і оборони України.

### Формування Ставки
16 серпня 2022 року Президент України В.Зеленський вніс зміни до персонального складу Ставки (вивів І.Баканова, Г.Галагана, Ю.Галушкіна; увів до складу В.Малюка, І.Танцюру, В.Хоренка).
17 листопада 2022 року Президент України В.Зеленський вніс зміни до персонального складу Ставки (увів до складу О.Кубракова, Р.Машовця).
14 лютого 2023 року Президент України В.Зеленський вніс зміни до персонального складу Ставки (затвердив у складі І.Клименка, В.Малюка у зв'язку зі зміною посад; припинив членство Д.Монастирського у зв'язку з загибеллю).
6 березня 2023 року Президент України В.Зеленський увів до персонального складу Ставки Верховного Головнокомандувача О.Павлюка.
10 квітня 2023 року Президент України В.Зеленський увів до персонального складу Ставки Верховного Головнокомандувача О.Камишіна.
25 липня 2023 року Президент України В.Зеленський вніс зміни до персонального складу Ставки (вивів Ю.Лебедя; увів до складу О.Півненка).
8 вересня 2023 року Президент України В.Зеленський вніс зміни до персонального складу Ставки (вивів О.Резнікова; увів до складу Р.Умєрова).
19 жовтня 2023 року Президент України В.Зеленський вніс зміни до персонального складу Ставки (вивів С.Крука, І.Танцюру; увів до складу А.Баргилевича).
7 листопада 2023 року Президент України В.Зеленський вніс зміни до персонального складу Ставки (вивів В.Хоренка, увів до складу С.Лупанчука).
22 листопада 2023 року Президент України В.Зеленський вніс зміни до персонального складу Ставки (вивів Ю.Щиголя, увів до складу М.Федорова).
9 лютого 2024 року Президент України В.Зеленський вніс зміни до персонального складу Ставки (вивів В.Залужного, увів до складу О.Сирського).
21 лютого 2024 року Президент України В.Зеленський вніс зміни до персонального складу Ставки (вивів М.Миргородського; затвердив у складі А.Баргилевича, О.Павлюка у зв'язку зі зміною посад).
29 березня 2024 року Президент України В.Зеленський вніс зміни до персонального складу Ставки (вивів О.Данілова; затвердив у складі О.Литвиненка у зв'язку зі зміною посади; увів до складу О.Іващенка).
15 липня 2024 року Президент України В.Зеленський вніс зміни до персонального складу Ставки (вивів О.Кубракова, С.Лупанчука, С.Рудя; увів до складу О.Трепака, О.Морозова).
19 вересня 2024 року Президент України В.Зеленський вніс зміни до персонального складу Ставки (вивів Д.Кулебу; увів до складу О.Кулебу, А.Сибігу, Г.Сметаніна; затвердив у складі О.Камишіна у зв'язку зі зміною посад).
1 жовтня 2024 року Президент України В.Зеленський вніс зміни до персонального складу Ставки (увів до складу І.Гаврилюка).
29 листопада 2024 року Президент України В.Зеленський вніс зміни до персонального складу Ставки (увів до складу О.Потія).
13 грудня 2024 року Президент України В.Зеленський вніс зміни до персонального складу Ставки (увів до складу М.Драпатого, П.Палісу; вивів зі складу О.Павлюка).
14 січня 2025 року Президент України В.Зеленський вніс зміни до персонального складу Ставки (вивів зі складу Р.Машовця).
28 березня 2025 року Президент України В.Зеленський вніс зміни до персонального складу Ставки (увів до складу A.Гнатова; вивів зі складу А.Баргилевича).
12 травня 2025 року Президент України В.Зеленський вніс зміни до персонального складу Ставки (вивів зі складу І.Гаврилюка).
27 червня 2025 року Президент України В.Зеленський вніс зміни до персонального складу Ставки (увів до складу С.Боєва, Г.Шаповалова; затвердив у складі М.Драпатого у зв'язку зі зміною посад).
24 липня 2025 року Президент України В.Зеленський вніс зміни до персонального складу Ставки (увів до складу Ю.Свириденко; затвердив Координатором Р.Умєрова; затвердив у складі М.Федорова, Д.Шмигаля у зв'язку зі зміною посад; вивів зі складу О.Литвиненка та Г.Сметаніна).

## Персональний склад Ставки Верховного Головнокомандувача
(станом на 24 липня 2025 року)
| №                                                | Портрет                            | Ім'я                               | Посада                                                                                    |
| Голова Ставки Верховного Головнокомандувача      |                                    |                                    |                                                                                           |
|                                                  | Зеленський Володимир Олександрович | Зеленський Володимир Олександрович | Президент України, Верховний Головнокомандувач Збройних Сил України                       |
| Координатор Ставки Верховного Головнокомандувача |                                    |                                    |                                                                                           |
|                                                  | Умєров Рустем Енверович            | Умєров Рустем Енверович            | Секретар Ради національної безпеки і оборони України                                      |
| Члени Ставки Верховного Головнокомандувача       |                                    |                                    |                                                                                           |
| 1                                                | Андрій Вікторович Гнатов           | Гнатов Андрій Вікторович           | Начальник Генерального штабу Збройних Сил України                                         |
| 2                                                |                                    | Боєв Сергій Сергійович             | перший заступник Міністра оборони України                                                 |
| 3                                                | Буданов Кирило Олексійович         | Буданов Кирило Олексійович         | Начальник Головного управління розвідки Міністерства оборони України                      |
| 4                                                |                                    | Дейнеко Сергій Васильович          | Голова Державної прикордонної служби України                                              |
| 5                                                |                                    | Драпатий Михайло Васильович        | Командувач об'єднаних сил Збройних сил України                                            |
| 6                                                |                                    | Єрмак Андрій Борисович             | Керівник Офісу Президента України                                                         |
| 7                                                |                                    | Іващенко Олег Іванович             | Голова Служби зовнішньої розвідки України                                                 |
| 8                                                |                                    | Камишін Олександр Миколайович      | Радник Президента України зі стратегічних питань (поза штатом)                            |
| 9                                                |                                    | Клименко Ігор Володимирович        | Міністр внутрішніх справ України                                                          |
| 10                                               |                                    | Кулеба Олексій Володимирович       | Віце-прем'єр-міністр з відновлення України — Міністр розвитку громад та територій України |
| 11                                               |                                    | Малюк Василь Васильович            | Голова Служби безпеки України                                                             |
| 12                                               |                                    | Морозов Олексій Володимирович      | Начальник Управління державної охорони України                                            |
| 13                                               |                                    | Паліса Павло Сергійович            | Заступник Керівника Офісу Президента України                                              |
| 14                                               |                                    | Півненко Олександр Сергійович      | Командувач Національної гвардії України                                                   |
| 15                                               |                                    | Потій Олександр Володимирович      | Голова Державної служби спеціального зв'язку та захисту інформації України                |
| 16                                               |                                    | Свириденко Юлія Анатоліївна        | Прем'єр-міністр України                                                                   |
| 17                                               |                                    | Сибіга Андрій Іванович             | Міністр закордонних справ України                                                         |
| 18                                               |                                    | Сирський Олександр Станіславович   | Головнокомандувач Збройних Сил України                                                    |
| 19                                               |                                    | Стефанчук Руслан Олексійович       | Голова Верховної Ради України                                                             |
| 20                                               |                                    | Трепак Олександр Сергійович        | Командувач Сил спеціальних операцій Збройних Сил України                                  |
| 21                                               |                                    | Федоров Михайло Альбертович        | Перший віце-прем'єр-міністр України — Міністр цифрової трансформації України              |
| 22                                               |                                    | Шаповалов Геннадій Миколайович     | Командувач Сухопутних військ Збройних сил України                                         |
| 23                                               |                                    | Шмигаль Денис Анатолійович         | Міністр оборони України                                                                   |